# Temporada 2005 de la Champ Car World Series
La temporada 2005 de la Champ Car World Series fue la segunda temporada de la Championship Auto Racing Teams como propiedad de Open-Wheel Racing Series (OWRS). Se corrieron 13 carreras, iniciando el 10 de abril de 2005 en Long Beach, California, y terminando el 6 de noviembre en la Ciudad de México, México. El campeón del Bridgestone presenta la Serie Championship Auto Racing Teams propulsada por Ford (nombre comercial por motivos de patrocinio) fue por segunda vez consecutiva el piloto francés Sébastien Bourdais. El novato del año fue el alemán piloto de Fórmula 1, Timo Glock.

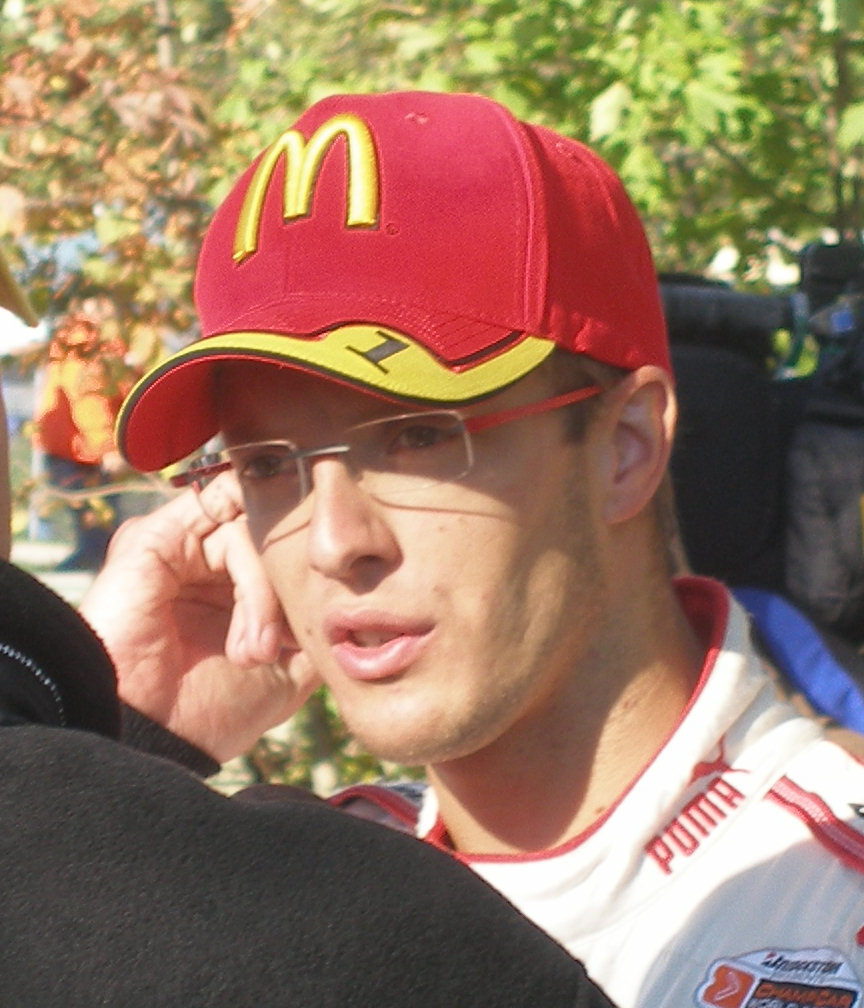
Sébastien Bourdais, fue una vez más campeón de la Championship Auto Racing Teams, siendo su segundo título de la serie de manera consecutiva.

## Pilotos y equipos
Todos los monoplazas eran Lola-Ford Cosworth y montaban neumáticos Bridgestone.
| Equipo                              | N.º | Piloto(s)          | Rondas       |
| ----------------------------------- | --- | ------------------ | ------------ |
| Newman/Haas Racing                  | 1   | Sébastien Bourdais | Todas        |
| Newman/Haas Racing                  | 2   | Bruno Junqueira    | Rondas 1-2   |
| Newman/Haas Racing                  | 2   | Oriol Servià       | Rondas 3-13  |
| Indeck Forsythe Championship Racing | 3   | Paul Tracy         | Todas        |
| Indeck Forsythe Championship Racing | 7   | Mario Domínguez    | Todas        |
| CTE Racing-HVM                      | 4   | Björn Wirdheim     | Rondas 1-11  |
| CTE Racing-HVM                      | 4   | Fabrizio del Monte | Rondas 12-13 |
| CTE Racing-HVM                      | 50  | Homero Richards    | Ronda 13     |
| CTE Racing-HVM                      | 55  | Ronnie Bremer      | Rondas 1-5   |
| CTE Racing-HVM                      | 55  | Alex Sperafico     | Rondas 6-7   |
| CTE Racing-HVM                      | 55  | Rodolfo Lavín      | Rondas 8-13  |
| Team Australia                      | 5   | Marcus Marshall    | Rondas 1-12  |
| Team Australia                      | 5   | Will Power         | Ronda 13     |
| Team Australia                      | 15  | Alex Tagliani      | Todas        |
| Team Australia                      | 25  | Will Power         | Ronda 12     |
| Team Australia                      | 25  | Charles Zwolsman   | Ronda 13     |
| Rocketsports Racing                 | 8   | Timo Glock         | Todas        |
| Rocketsports Racing                 | 31  | Ryan Hunter-Reay   | Rondas 1-11  |
| Rocketsports Racing                 | 31  | Michael McDowell   | Rondas 12-13 |
| RuSPORT                             | 9   | Justin Wilson      | Todas        |
| RuSPORT                             | 10  | A.J. Allmendinger  | Todas        |
| Dale Coyne Racing                   | 11  | Ricardo Sperafico  | Todas        |
| Dale Coyne Racing                   | 19  | Oriol Servià       | Rondas 1-2   |
| Dale Coyne Racing                   | 19  | Michael Valiante   | Ronda 4      |
| Dale Coyne Racing                   | 19  | Tarso Marques      | Ronda 5      |
| Dale Coyne Racing                   | 19  | Ryan Dalziel       | Ronda 6      |
| Dale Coyne Racing                   | 19  | Ronnie Bremer      | Rondas 7-13  |
| PKV Racing                          | 12  | Jimmy Vasser       | Todas        |
| PKV Racing                          | 21  | Cristiano da Matta | Todas        |
| PKV Racing                          | 52  | Jorge Goeters      | Ronda 2      |
| Mi-Jack Conquest Racing             | 27  | Andrew Ranger      | Todas        |
| Mi-Jack Conquest Racing             | 34  | Nelson Philippe    | Todas        |
| Jensen MotorSport                   | 41  | Fabrizio del Monte | Ronda 1      |

## Resultados de la Temporada

### Calendario y Resultados
| Rond. | Fecha            | Comp./Circuito | Localización                            | Pole position      | Ganador            | Equipo Ganador                      |
| ----- | ---------------- | --- | --------------------------------------- | ------------------ | ------------------ | ----------------------------------- |
| 1     | 10 de abril      | Toyota Champ Car Gran Premio de Long Beach Circuito callejero de Long Beach                                                                 | Long Beach, California                  | Paul Tracy         | Sébastien Bourdais | Newman/Haas Racing                  |
| 2     | 22 de mayo       | Tecate Gran Premio de Monterrey Presentado por Roshfrans - Circuito Parque Industrial Fundidora Circuito Urbano Parque Industrial Fundidora | Monterrey, México                       | Sébastien Bourdais | Bruno Junqueira    | Newman/Haas Racing                  |
| 3     | 4 de junio       | Champ Car Time Warner Cable Road Runner 225 de Milwaukee presentado por U.S. Bank Milwaukee Mile                                            | West Allis, Wisconsin                   | Jimmy Vasser       | Paul Tracy         | Indeck Forsythe Championship Racing |
| 4     | 18 de junio      | Champ car Gran Premio de Portland Presentado por G. I. Joe's Portland International Raceway                                                 | Portland, Oregón                        | Justin Wilson      | Cristiano da Matta | PKV Racing                          |
| 5     | 26 de junio      | Champ Car Gran Premio de Cleveland Presentado por ¨U.S. Bank¨ Circuito Cleveland Burke Lakefront Airport                                    | Cleveland, Ohio                         | Paul Tracy         | Paul Tracy         | Indeck Forsythe Championship Racing |
| 6     | 10 de julio      | Molson Indy de Toronto Circuito Callejero deExhibition Place                                                                                | Toronto, Ontario                        | Sébastien Bourdais | Justin Wilson      | RuSPORT                             |
| 7     | 17 de julio      | West Edmonton Mall Gran Premio de Edmonton Circuito Edmonton City Centre Airport                                                            | Edmonton, Alberta                       | A.J. Allmendinger  | Sébastien Bourdais | Newman/Haas Racing                  |
| 8     | 31 de julio      | Taylor Woodrow Gran Premio de San José Circuito Callejero de San José                                                                       | San José, California                    | Sébastien Bourdais | Sébastien Bourdais | Newman/Haas Racing                  |
| 9     | 14 de agosto     | Centrix Financial Gran Premio de Denver presentado por PacifiCare Circuito Callejero de Denver                                              | Denver, Colorado                        | Paul Tracy         | Sébastien Bourdais | Newman/Haas Racing                  |
| 10    | 28 de agosto     | Molson Indy de Montreal Circuito Gilles Villeneuve                                                                                          | Montreal, Quebec, Canadá                | Sébastien Bourdais | Oriol Servià       | Newman/Haas Racing                  |
| 11    | 24 de septiembre | Champ Car Hurricane Relief 400 de Las Vegas Las Vegas Motor Speedway                                                                        | Las Vegas, Nevada                       | Sébastien Bourdais | Sébastien Bourdais | Newman/Haas Racing                  |
| 12    | 22 de octubre    | Lexmark Indy 300 de Queensland Circuito Callejero de Surfers Paradise                                                                       | Surfers Paradise, Queensland, Australia | Oriol Servià       | Sébastien Bourdais | Newman/Haas Racing                  |
| 13    | 6 de noviembre   | Gran Premio Telmex/Tecate de México Presentado por Banamex Autódromo Hermanos Rodríguez                                                     | Ciudad de México, México                | Justin Wilson      | Justin Wilson      | RuSPORT                             |

     Óvalo
     Circuito

### Estadísticas Finales
| Pos. | Piloto             | LBH | MTY | MIL | POR | CLE | TOR | EDM | SAN | DEN | MTL | LVS | SUR | MEX | Puntos |
| ---- | ------------------ | --- | --- | --- | --- | --- | --- | --- | --- | --- | --- | --- | --- | --- | ------ |
| 1    | Sébastien Bourdais | 1*  | 5   | 6   | 2   | 5   | 5*  | 1   | 1*  | 1   | 4*  | 1   | 1*  | 17  | 348    |
| 2    | Oriol Servià       | 11  | 9   | 3   | 16  | 3   | 2   | 2   | 3   | 4   | 1   | 2   | 5   | 4   | 288    |
| 3    | Justin Wilson      | 4   | 4   | 4   | 17  | 7   | 1   | 4   | 4   | 17  | 3   | 11  | 7   | 1*  | 265    |
| 4    | Paul Tracy         | 2   | 15  | 1*  | 3   | 1*  | 16  | 3   | 2   | 16* | 8   | 17* | 17  | 3   | 246    |
| 5    | A.J. Allmendinger  | 8   | 10  | 2   | 5   | 2   | 12  | 14* | 17  | 3   | 9   | 13  | 2   | 2   | 227    |
| 6    | Jimmy Vasser       | 9   | 14  | 5   | 6   | 6   | 4   | 11  | 11  | 15  | 7   | 3   | 3   | 6   | 217    |
| 7    | Alex Tagliani      | 15  | 3   | 10  | 18  | 4   | 3   | 7   | 9   | 14  | 5   | 7   | 4   | 8   | 207    |
| 8    | Timo Glock         | 6   | 11  | 9   | 10  | 10  | 7   | 13  | 6   | 13  | 2   | 8   | 6   | 5   | 202    |
| 9    | Mario Domínguez    | 5   | 13  | 7   | 4   | 17  | 13  | 5   | 5   | 2   | 10  | 4   | 18  | 12  | 198    |
| 10   | Andrew Ranger      | 17  | 2   | 16  | 7   | 8   | 11  | 18  | 16  | 10  | 11  | 14  | 10  | 9   | 140    |
| 11   | Cristiano da Matta | 10  | 6   | 11  | 1*  | 16  | 17  | 17  | 10  | 18  | 6   | 12  | 19  | 14  | 139    |
| 12   | Ronnie Bremer      | 7   | 19  | 8   | 8   | 14  |     | 6   | 7   | 7   | 17  | 18  | 8   | 19  | 139    |
| 13   | Nelson Philippe    | 18  | 12* | 12  | 12  | 13  | 10  | 9   | 15  | 9   | 15  | 16  | 14  | 7   | 117    |
| 14   | Björn Wirdheim     | 12  | 8   | 15  | 9   | 15  | 15  | 15  | 8   | 11  | 13  | 6   |     |     | 115    |
| 15   | Ryan Hunter-Reay   | 13  | 7   | 17  | 15  | 18  | 6   | 16  | 14  | 6   | 12  | 10  |     |     | 110    |
| 16   | Marcus Marshall    | 14  | 16  | 13  | 14  | 12  | 14  | 8   | 12  | 12  | 16  | 9   | 11  |     | 104    |
| 17   | Ricardo Sperafico  | 19  | 17  | 14  | 13  | 9   | 18  | 10  | 18  | 8   | 18  | 15  | 9   | 18  | 92     |
| 18   | Rodolfo Lavín      |     |     |     |     |     |     |     | 13  | 5   | 14  | 5   | 13  | 15  | 72     |
| 19   | Bruno Junqueira    | 3   | 1   |     |     |     |     |     |     |     |     |     |     |     | 59     |
| 20   | Alex Sperafico     |     |     |     |     |     | 8   | 12  |     |     |     |     |     |     | 24     |
| 21   | Michael McDowell   |     |     |     |     |     |     |     |     |     |     |     | 12  | 11  | 19     |
| 22   | Will Power         |     |     |     |     |     |     |     |     |     |     |     | 15  | 10  | 17     |
| 23   | Ryan Dalziel       |     |     |     |     |     | 9   |     |     |     |     |     |     |     | 13     |
| 24   | Tarso Marques      |     |     |     |     | 11  |     |     |     |     |     |     |     |     | 10     |
| 25   | Michael Valiante   |     |     |     | 11  |     |     |     |     |     |     |     |     |     | 10     |
| 26   | Fabrizio del Monte | 16  |     |     |     |     |     |     |     |     |     |     | 16  | DNS | 10     |
| 27   | Charles Zwolsman   |     |     |     |     |     |     |     |     |     |     |     |     | 13  | 8      |
| 28   | Homero Richards    |     |     |     |     |     |     |     |     |     |     |     |     | 16  | 5      |
| 29   | Jorge Goeters      |     | 18  |     |     |     |     |     |     |     |     |     |     |     | 3      |
| Pos. | Piloto             | LBH | MTY | MIL | POR | CLE | TOR | EDM | SAN | DEN | MTL | LVS | SUR | MEX | Puntos |

| Color          | Result                                             |
| -------------- | -------------------------------------------------- |
| Oro            | Ganador                                            |
| Plata          | Segundo lugar                                      |
| Bronce         | Tercer lugar                                       |
| Verde          | Cuarto y quinto lugar                              |
| Celeste        | 6º-12º lugar (terminó la carrera)                  |
| Azul oscuro    | Finalizó la carrera fuera del Top 12               |
| Violeta        | No finalizó la carrera                             |
| Rojo           | No se clasificó a la carrera (DNQ)                 |
| Marrón         | Retiro del evento (Wth)                            |
| Negro          | Descalificado (DSQ)                                |
| Blanco         | No comenzó la carrera (DNS)                        |
| Sin color      | No participó (DNP)                                 |
| Negrita        | Pole position                                      |
| Cursiva        | Piloto que hizo la vuelta más rápida de la carrera |
| *              | Piloto con más vueltas lideradas                   |
| Novato del Año |                                                    |
| Novato         |                                                    |

### Sistema de Puntuación
Los puntos para la temporada se otorgaron sobre la base de los lugares obtenidos por cada conductor (independientemente de que si el coche está en marcha hasta el final de la carrera):
| Posición | 1  | 2  | 3  | 4  | 5  | 6  | 7  | 8  | 9  | 10 | 11 | 12 | 13 | 14 | 15 | 16 | 17 | 18 | 19 | 20 |
| Puntos   | 31 | 27 | 25 | 23 | 21 | 19 | 17 | 15 | 13 | 11 | 10 | 9  | 8  | 7  | 6  | 5  | 4  | 3  | 2  | 1  |

#### Puntos de bonificación
- 1 Punto para Vuelta más Rápida en Carrera
- 1 Punto para fase eliminatoria de clasificación por Vuelta más Rápida (Viernes)
- 1 Punto para fase eliminatoria de clasificación por Vuelta más Rápida (Sábado)
- 1 Punto para por el mayor número de posiciones ganadas desde la posición de partida en la competencia (en caso de empate, el piloto mejor clasificado, consigue el punto)